# Pregent de Bidoux
Pregent de Bidoux, también conocido por sus contemporáneos como Peri Joan o Preianni (Gascuña, c. 1468 - Marsella, 1528), fue un marino francés, de participación destacada en las guerras italianas.